# Madona și copilul cu Sfântul Iosif
Madona și copilul cu Sfântul Iosif este o pictură realizată de Leonardo da Vinci sau Fra Bartolemeo. Opera i-a fost atribuită lui Leonardo datorită amprentelor care se găsesc pe Tânăra cu hermină și pe ea.